# Церква Різдва Пресвятої Богородиці (Хлівчани)
Церква Різдва Пресвятої Богородиці -  місцевий храм, який є найбільшою окрасою і святинею села Хлівчани. Із монографії Теофіла Коструби (опис Белзької землі) ми довідуємося, що перша згадка про церкву датується  1531 роком.

## Історія
Священик села Хлівчани у 1565 р. платив 15 грошів податку керівникам костелу  м.Белз. Як відомо, попередня церква була дерев'яна, трикупольна, іменувалась на честь Різдва Пресвятої Богородиці.
Сама парафія села Хлівчани якийсь час була підзвітна Городиському монастиреві,  який межував із селом Сілець. Сам монастир заснований у 1375 році й проснував до 1767 року. Можливо, що у якийсь період село Хлівчани було його малим філіалом,бо в описах цього ж монастиря згадується місцева церква й священики Іван, Єремія, Афанасій. До сьогодні у хлівчанському лісі є квартали, які називаються Городиське та Спаське. Можливо, i ліс належав до монастиря, а пізніше до храму села, або й тут, у лiсi, проживала мала кількість монахів.
З давніх-давен хлівчанські парафіяни вшановували празник у селі 22 грудня на честь праведної Анни. Можливо, що ще й попередня святиня була освячена в її честь.

### Початковий вигляд церкви
Згідно з описом нерухомого майна церкви Різдва Пресвятої Богородиці села Хлівчани Жовківського округу  за 1795 1804 роки у селі проживали 2338 чоловік .Церква перебувала у плачевному стані: не тільки дах падав, а й навіть стіни розвалювались. Дзвіниця, що була повністю дерев'яна, перебувала в хорошому стані. Для прихожан на мурованому фундаменті побудована нова будівля з дерева: по праву руку є дві кімнати: одна з кафель ною плиткою без каміна - для священи ка, інша з цегляною плиткою - для прихожан, а ліворуч - приміщення з кафельною плиткою. Хлів для тварин побудований 3 дерева під солом'яною стріхою. Є нова дерев'яна стодола під солом'яним дахом. Помешкання дяка старе, покрите соло мою. В ньому є кімната, пекарня з комірчиною. Під тим же дахом - мала комірчи на, стодола, стайня для волів.Помешкання помічника священика має одну кімнату й комірчину, а також сто долу з дерева під солом'яним дахом. Ще старе парафіяльне помешкання, побудоване з дерева, яке має кімнату з пекарнею. Попередня церква стояла поруч з новозбудованим храмом з південного боку, де на горбочку зараз є три бетонні хрести на знак розміщення попереднього храму.

## Настоятелі  храму
СВЯЩЕНИКИ ХРАМУ СЕЛА ХЛІВЧАНИ УГК ЦЕРКВИ
- Михайло Ментух, 1991-1993рр.
- Василь Чайківський, 1993-1994рр.
- Степан Сирота, 1994-1999рр.
- Петро Джугало, 1999-2005pp.
- Петро Мих, 2005-2006рр.
- Зеновій Стецьків, 2006-2009pp.
- Андрій Красильников, 2009-дотепер

3 1639 року у церкві села Хлівчани зберігався ірмологій (книга для співу), який настоятель парафії  Іван Їжицький  8 червня 1763 року подарував церкві села Домашів. Ця книга зараз зберігається у Варшаві в бібліотеці народовій. He відомо, скільки років о.Іван пробув на Хлівчанській парафії. Згадується о. Ілля Хлопоновський, що був при храмі чотири роки. Тринадцять років настоятелем храму був Євдоким Лібанський. З 1798 року настоятелем стає о.Василь Стояновський (1772 р.н.), на цій парафії він прослужив 38 років. Під час служіння о.Василя була започаткована в селі парафіяльна школа, де дітей навчав  помічник священика дяк Григорій Подзалко. Близько одного року Хлівчанську парафію обслуговував священик села Домашів о.Іван Артемович. У 1837-1856 роках настоятелем при храмі стає о.Іван Ціпанович (1798р.н.). Висвячений у сан священика у 1821 році, о.Іван звершував богослужіння у старому храмі. Йому випала велика честь бути очевидцем будівництва нового храму, який збудовано у 1844 році. Цей священик освятив хрест «Свободи» і увійшов в історію церкви села Хлівчани. Запам'ятався наступним поколінням і поміщик Йосип Удрицький, який пожертвував кошти на будівельні матеріали для нового храму. Він і стає фундатором хлівчанської церкви, далі виділяє кошти для храму, готуючи собі усипальницю. Через 10 років після відкриття храму Удрицький помирає, а перед тим за повідає покласти його тіло під підлогою над тетраподом середини храму. У шематизмі  Перемиської єпархії за 1888 рік зазначено, що церква Різдва Пресвятої Богородиці села Хлівчани побудована у 1842 році, а у 1844 році її освятив пис коп Іван Снігурський. У ті роки в селі Хлівчани проживали 1598 людей, у ХороновіІ- 234. За церквою була закріплена земля: 37 моргів поля, 89 моргів сіножаті, 26 моргів лісу, 1 морг городів, 14 моргів 1436 сажнів пасовиськ. Церква, збудова на в Хлівчанах, має надзвичайний вигляд. Усередині стоять дерев колони; храм ділиться на три частини: олтар, середина, бабинець (притвор). Є в храмі підвищені дерев'яні хори,  у середній частині звершується спів церковними хористами, а у верхній частині стоять на молитві миряни.
Завдячують хлівчанці майстрові, який будував церкву в селі, бо пізніше, у 1846 році, той же майстер-будівничий звів таку ж церкву в селі Деревня Жовківського району, яка освячена на честь Різдва Пресвятої Богородиці. Хочеться зазначити, що, коли будували церкву в селі Хлівчани, робітникам, які працювали на будові, готувала обіди бабуся Марії Сафатівни Хас, що мешкала на За річці біля сім'ї Оноприків. У той час, коли будувалась церква, було споруджено власну хату й цій жінці. Але здебільшого дерево для хати дали з відходів лісу, які не знадобились для будівлі храму. Хата ця була невеликого розміру, без підлоги, мала два вікна, всередині стояв п'єц без піддувала, комин був повністю дерев'яний. У 80-і роки минулого століття хата була розібрана. При церкві зберігався запис постійних столярів села Хлівчани, які своїм умінням допо магали зводити новозбудований храм. У тих списках був відомий молодий столяр Макарій Возьний (1817р.н.) і багато інших односельчан. Під час Другої  світової війни було спалено багато архів них документів.

### Післявоєнний період
Один рік звершував богослужіння у храмі о.Ігнатій Гойдиш. З 1857 року настоятелем призначено о.Єремію Козловського (1812р.н.), який більше 30 років звершував богослужіння у храмі. На роки його служіння випала велика боротьба з пияцтвом. Оскільки в селі Хлівчани процвітали три корчми, то було багато скарг від парафіян о.Єремію, який вживав духовні заходи. Священик певний час був удівцем, свою старість доживав на Хлівчанській парафії, його тіло спочиває на місцевому цвинтарі. Помічни ком о.Єремії, а можливо і настоятелем, у 1886-1895 роках був о.Дмитро Бордун (1859р.н.); у метричних книгах хрещень, вінчань, похоронів стоять його підписи як «настоятеля церкви» села Хлівчани.
Три роки настоятелем у храмі про був о.Мартин Миколайчук (1867 р.н.), а далі, з 1898 року - о.Олексій Брунець (1855р.н.). Він викладав уроки релігії в місцевій школі, був у хороших стосунках з учителем  Іваном Карем. У час його служіння при храмі були помічники настоятеля: о.Петро Середа, О.Йосип Іванець, о.Яків Війтович. Дві дочки Олек сія Брунця похоронені на Хлівчанському цвинтарі: дочка Галина (1891р.н.) померла У 1906 році, проживши 15 років, а Євгенія (1885р.н.) була заміжня за священиком на Закарпатті і після хвороби померла у 1909 році. З 1913 року настоятелем храму призначено о.Прокопа Тиса, який прослужив на цій парафії до 1920 року. Як переказують старожили, він мешкав у власній хаті, біля Олександрівських, а пізніше передав її сім'ї Григорія Джумана в постійне користування. До того він якийсь час мешкав на Зарічці, бо у церковній хаті під час Першої світової війни розміщувалась бригада Української Галицької Армії. Після Хлівчанської парафії о.Прокіп був переведений у село Горожанка, а в 1928-1942 роках став настоятелем парафії села Торчиновичі Самбірського району.
У 1920-1953 роках настоятелем храму села Хлівчани був Йосип Кошель, який запам'ятався як добрий пастир. У час його служіння на території села відбулись історичні події. Йосип Петрович Кошель народився у 1881 році, його дружина Ольга Іванівна Малиновська (1886 р.н.). Ставши священнослужителем у 1905 році, о. Йосип Кошель був направлений на парафію у село Біла, що недалеко біля Рави-Руської  Потелицького деканату, куди входили ще приписні села: Підліське, Калянка, Деревинка, Богорудчани, Зявліне. У сім'ï священика народились діти: Ірина (1906р.н.), Олександра (1908р.н.), Марія (1909р.н.), Степан (1912р.н.), Євгенія (1914р.н.), Петро (1915р.н.),Зіновій (1921р.н.). З 1920 по 1952 роки о.Йосип був настоятелем парафії села Хлівчани, довгий час був деканом Унівського деканату.
Наступним настоятелем храму села Хлівчани був призначений о.Володимир Михайлович Гродзіцький. Він народився 8 січня 1916 року в місті Крехів Жовківського району. Після закінчення школи до 1935 року Володимир навчався в гімназії. Пройшов приватні студії богослов'я ордена Василія у м.Кристинопіль (зараз Шептицький). Пізніше Володимир був на правлений на навчання до духовної семінарії м.Оломоуц (Чехословаччина). У 1940 році одружився з Мартою Михайлівною Михалів. 21 листопада 1940 року він був висвячений у сан священика Преосвященнішим Павлом Гойдечем, єпископом Прянівським. У цьому ж році повернувся до України і був призначений настоятелем парафії села Стенятин Сокальського району, де служив до 2 серпня 1947 року.
У 1947-1959 роках був настоятелем парафії села Словіта Золочівського райо Ну, з 1959 по 1962 роки села Новосілки Буського району, а у 1962-1976 роках села Піддубці Пустомитівського району. З 4 жовтня 1976 року по 9 липня 1984 року о.Володимир був настоятелем храму Різдва Пресвятої Богородиці села Хлівчани, після чого був направлений на постійний відпочинок. Помер о.Володимир у 1992 році.
У 1984 році на Хлівчанську парафію був призначений о.Федір Михайлович Магора, який народився 13 березня 1949 року у селі Гуменець  Львівської області. Після закінчення місцевої школи він був призваний до лав Радянської армії. Після строкової служби Федір вступив до Львівського технікуму обробки деревини. Отримавши диплом, працював на меблевій фабриці у місті Львів. У 1977-1979 роках навчався в Ленінградській духовній семінарії. 24 червня 1979 року у Кафедральному соборі Святого Юрія міста Львова Федір прийняв сан священика від митрополита Миколая (Юрика) Львівського і Тернопільського, після чого був направлений настоятелем на парафію села Стрептів Кам'янка-Бузького району. З 1984 р. до тепер о.Федір є настоятелем храму Різдва Пресвятої Богородиці села Хлівчани і храму мучениці Параскевії села Тяглів Сокальського району. У о.Федора з дружиною Марією народилися діти: Богдан (1977 р.н.), Ва силь (1979 р.н.), Тарас (1983 р.н.), Софія (1990 р.н.). У 2011 році його дружина померла. 21 грудня 2014 року о.Федір відсвяткував свій ювілей - 35 років пастирського служіння і 65 років від дня народження. Святкове богослужіння у храмі Різдва Пресвятої Богородиці звершив Високопреосвященніший Димитрій, митрополит Львівський і Сокальський та 11 священиків з округи.
11 вересня 2009 року о.Андрій був призначений настоятелем храму Різд ва Пресвятої Богородиці села Хлівчани Української Греко-Католицької Церкви. Зараз о.Андрій з дружиною Надією Володимирівною мешкають у селі Хлівчани Сокальського району й виховують синів Максима і

## Регенти (дяки) відновлювальноï греко-католицької громади
Серед усіх регентів храму найбілше відомими є Володимир Васильович Черкавський та Любов Миколаївна Медвідь.
Звичайно, не забувають парафіяни У селі й колишніх регентів (дяків): Луки Медвідя, Михайла Медвідя, Андрія Труша, Степана Гладюка, Михайла Халуса, Івана Михайловича Халуса, який був навчений біля свого батька Михайла дяка при храмі, і 50 років служив Богові й людям (1955-2005рр.). При церкві був хороший церковний хор, який мав свої наспіви. У великі свята можна було почути спів на два кліроси (хори). Старожили згадують, як перед Другою світовою війною звершувався спів кількома хористами на бал конному куполі угорі храму можна було почути спів тропарів (прославлення свята) або інші церковні піснеспіви.

## Конфесія
Дмитра Парафія о.Федора іменується Українською Православною Церквою Київського Патріархату. З 1946 по 1989 роки вона іменувалася Право славною Церквою МП. Частина жителів села Хлівчани становлять ще одну конфесію - греко-католицьку церкву. . У час проголошення незалежності  України, на початку 90-х років, у храмі почало звершуватися богослужіння двох конфесій: Української Православної Церкви Київського Патріархату та Українськох Греко-Католицької Церкви. Громадою УГКЦ було придбано будинок для проживання священнослужителів.

## Реконструкція храму
У 1905 році поруч з церквою, що замінила стару, була збудована дерев'яна дзвіниця. У 1979 році добудований біля храму бабинець, у 1985 році храм був розписаний всередині, а у 1986 році - покращений ззовні. Територія церкви й цвинтаря була огороджена дерев'яним парканом, а з часом, у 60-х роках минулого століття, ця загорожа замінена на цегляну. Вхід на територію храму був зроблений у вигляді великої мурованої арки з двома хвіртками з написом «Благословен грядий, хто йде в ім'я Господне». На праву сторону при вході на церковне подвір'я був збудова ний дерев'яний шпіхлер, який служив для померлих людей (першу ніч померлий лежав у домі сім'ї, а наступну ніч-біля храму у шпіхлері). Його розібрали в кінці 60-х років минулого століття. 